# Megaevolucija
Megaevolucija je pojam koji se u prošlosti koristio za opisivanje najdramatičnijih događaja u evolucijskoj povijesti, međutim usvajanjem novih definicija mikroevolucije i makroevolucije, kao procesā koji djeluju na nivou unutar vrste na populacijama i organizmima u slučaju mikroevolucije ili na nivou vrsta u slučaju makroevolucije, koje više nemaju direktne veze s magnitudom evolucijskih promjena, ovaj termin je većinom napušten. Termin se više ne koristi i iz razloga što ne nudi evolucijske mehanizme koji već nisu prepoznati i opisani unutar mikroevolucije i makroevolucije (iako je moguće da postoje do sada nepoznati evolucijski mehanizmi koji utječu na evolucijske promjene koje megaevolucija opisuje).
Pojam megaevolucije je bilo predmet mnogih debata iz razloga što je na megaevoluciju gledano kao na moguću kritiku Darwinove teorije kontinuiranog i postupnog razvoja putem prirodnog odabira.
Listu velikih promjena koje su se nazivale megaevolucijskim sastavili su John Maynard Smith i Eörs Szathmáry i iznijeli je u svojoj knjizi The Major Transitions in Evolution. 1995. godine. U izdanju knjige iz 1999. godine na listi navode sljedeće velike promjene u evolucijskom nizu:
1. Evoluciju samoreplicirajućih molekula u nakupine molekula u protoćelijama
2. Evoluciju neovisnih replikatora (vjerojatno RNK) prema kromosomima
3. Evolucija funkcije RNK kao istodobno gena i enzima u razdvojenu funkciju DNK kao gena, a RNK kao enzima za sintezu bjelačevina
4. Evoluciju bakterija (prokarioti) u stanice (eukarioti) sa staničnom jezgrom i organelima
5. Evolucija načina razmnožavanja od razmnožavanja putem aseksualnih klonova prema razmnožavanju unutar seksualnih populacija
6. Evolucija jednostaničnih organizama protista u višestanične organizme poput gljiva, biljaka i životinja
7. Evolucija jedinki u kolonije s ne-reproduktivnim kastama (termiti, mravi i pčele)
8. Evolucija društvenih zajednica primata u ljudsko društvo s jezikom.

O ovim se temama već opširno raspravljalo.
Brojevi od jedan do šest na listi su događaji koji su od velike važnosti, ali o kojima znamo relativno malo. Svi su se dogodili prije (i uglavnom puno prije) početka fosilnog zapisa, ili barem prije fanerozojskog eona.
Brojevi sedam i osam na listi razlikuju se od prvih šest, a drugi ih autori uglavnom nisu razmatrali. Broj četiri je tipa koji nije obuhvaćen tradicionalnom evolucijskom teorijom. Porijeklo eukariotskih stanica vrlo vjerojatno je posljedica simbioze između prokariota pa se taj evolucijski događaj smatra rijetkim.

## Primjer kambrijske eksplozije života
Kambrijska eksplozija ili kambrijska radijacija je relativno brza pojava većine glavnih životinjskih skupina prije oko 530 milijuna godina u fosilnom zapisu, od kojih su neke danas izumrle. Ta pojava se smatrala klasičnim primjerom megaevolucije. "Fosilni zapisi dokumentiraju dva međusobno isključiva makroevolucijska procesa odvojena prijelaznim edijakaranskim razdobljem".
Prije otprilike 580 milijuna godina čini se da je većina organizama bila jednostavna. Organizmi su bili građeni od pojedinačnih stanica koje su se povremeno organizirale u kolonije. Tijekom sljedećih 70 ili 80 milijuna godina stopa evolucije se ubrzala za red veličine. Obično se stopa evolucije mjeri stopom izumiranja starih i nastanka novih vrsta, međutim uočavamo da je do kraja kambrija, u relativno kratkom razdoblju, nastala svaka ili gotovo svaka skupina životinja koju danas poznajemo, a raznolikost života počela je nalikovati onoj kakvu nalazimo danas.
Kambrijska eksplozija izazvala je brojne znanstvene rasprave. Naizgled brza pojava fosila u 'primordijalnim geološkim slojevima ' zabilježena je već sredinom 19. stoljeća, a Charles Darwin je na tu činjenicu je gledao kao na jedan od glavnih prigovora koji se može iznijeti protiv njegove teorije evolucije putem prirodnog odabira.